# Анташева, Александра Евгеньевна
Александра Евгеньевна Анташева (род. 5 января 1986 года в Сызрани) — российская гандболистка, мастер спорта международного класса (2005).

## Биография
Первым тренером стал Геннадий Вячеславович Клыпо. Обучалась в СДЮШОР Сызрани, затем в СДЮСШОР № 2 «Гандбол» Тольятти.
Игрок гандбольного клуба «Лада» (Тольятти).
В 2008 году окончила Тольяттинский государственный университет. В 2013 году родился сын Иван. Муж Антон сын С.А.Анташева

## Достижения
- чемпионка России 2003, 2004, 2008;
- обладательница Кубка России 2006;
- серебряный призёр чемпионата России 2007;
- серебряный призёр Кубка России 2007, 2009;
- бронзовый призёр чемпионата России 2009, 2011, 2012
- бронзовый призёр Кубка России 2010, 2012;
- обладательница Кубка ЕГФ 2012;
- финалистка Лиги чемпионов 2007.
- чемпионка Европы 2003 года среди юниорок;
- чемпионка мира 2005 года среди молодёжи.